# Akola Airport
Akola Airport (engelska: Shivani Airport) är en flygplats i Indien.   Den ligger i distriktet Akola och delstaten Maharashtra, i den centrala delen av landet, 900 km söder om huvudstaden New Delhi. Akola Airport ligger 304 meter över havet.
Terrängen runt Akola Airport är platt. Runt Akola Airport är det tätbefolkat, med 476 invånare per kvadratkilometer. Närmaste större samhälle är Akola, 6,4 km väster om Akola Airport. Trakten runt Akola Airport består till största delen av jordbruksmark.